# Manuel Moliner i Rau
Manuel Moliner i Rau, nascut a Olot durant la segona meitat del segle xvii, fou un capità d'una companyia o esquadra de miquelets vigatans que durant l'any 1705 participà en l'operació de suport al setge austriacista de Barcelona.
El març del 1706 va ser nomenat coronel de fuselleria i va disposar del seu propi regiment, el regiment de fusellers de Moliner i Rau. L'agost d'aquell mateix any, després d'haver lluitat en la defensa de Barcelona durant el setge borbònic de Felip V, va ésser destinat a les fronteres de l'Empordà per aturar la invasió de les tropes borbòniques del duc de Noailles. Una part del seu regiment va ser destinat a Figueres. El juny del 1707 va participar en l'atac a un comboi borbònic prop de Calabuig i a mitjan juliol en un combat a Sant Llorenç de la Muga. El 1708, el seu regiment era un dels tres regiments de fusellers de muntanya que foren destinats a l' Exèrcit de l'Empordà. Dos anys més tard, l'agost del 1709, va lluitar en un combat al coll de Banyuls. La seua activitat se centrà força en les fronteres de l'Empordà. El 28 de febrer del 1711 va lluitar en una batalla a Navata i pel desembre del mateix any va formar part de l'exèrcit de socors que va trencar el setge borbònic al castell de Cardona en una sagnant batalla els dies 21 i 22.
L'any 1712 va participar en el setge austriacista de la ciutat de Girona, que no va poder ser recuperada. El juliol del 1713 el seu regiment de fusellers va passar a anomenar-se Àngel Custodi. El coronel Rau comptava amb els comandaments de Joan Baptista Cros, tinent coronel, i Ignasi Niubò i Bernades, sergent major. Durant els mesos d'agost i de setembre de 1713 va participar en l'Expedició del diputat militar, i el dia 6 d'octubre, comandant amb Ermengol Amill un destacament de 600 fusellers de muntanya i part de la cavalleria dels regiments de la Fe i de Sant Jordi, van aconseguir trencar el cordó del setge borbònic de Barcelona per la zona del mas Guinardó. Aconseguiren fer entrar a la ciutat uns 400 combatents; la resta, uns 200, van retornar a les muntanyes sota el guiatge del coronel Rau.
A finals d'octubre del 1713 el coronel Rau entrava per mar a Barcelona i participava dos mesos després en l'atac als quarters borbònics del mas Guinardó. A finals de gener del 1714 va participar en l'atac contra la línia de contraval·lació del setge borbònic i a principis de febrer va lluitar en l'operació d'atac per destruir el fort borbònic de Santa Madrona.
El coronel Manuel Moliner i Rau va morir el 17 de maig del 1714, en impactar-li una bala d'artilleria mentre comprovava les línies de prop del convent dels Caputxins. El coronel Rau va ésser substituït al capdavant del seu regiment pel coronel Blai Ferrer.